# Kirchberg (Saxe)
Pour les articles homonymes, voir Kirchberg.
Kirchberg  est une ville de Saxe (Allemagne), située dans l'arrondissement de Zwickau, dans le district de Chemnitz.

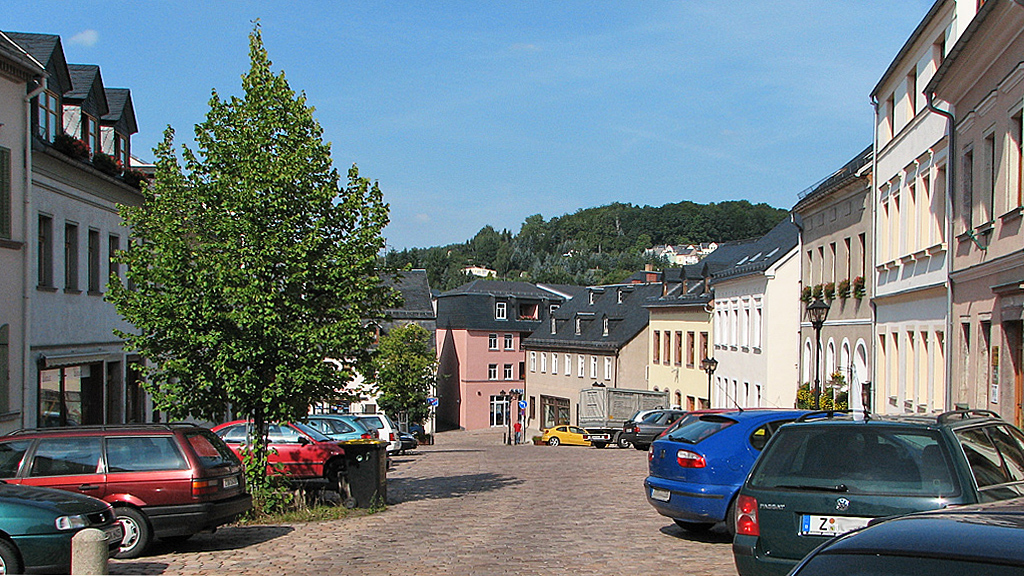
La place du nouveau marché